# Ray Genet
Pas d'image ? Cliquez ici
Ray Genet, né le 27 juillet 1931 et mort le 2 octobre 1979, est un alpiniste américain.

## Biographie
Ray Genet est un alpiniste américain d'origine suisse.
Il participe à une expédition sur l'Everest en 1979 avec Gerhard Schmatz comme chef d'expédition, accompagné de sa femme Hannelore Schmatz. Après l'ascension de l'Everest le groupe est épuisé, il s'arrête pour bivouaquer pour la nuit, mais le sherpa qui les accompagne leur déconseille de s'arrêter ; ce dernier reste toutefois avec Hannelore jusqu'après sa mort et perd plusieurs doigts et plusieurs orteils. Le 2 octobre 1979, Ray Genet décède d'hypothermie. Le sherpa et Hannelore Schmatz repartent au matin. Hannelore Schmatz meurt plus tard dans la journée,.
Il est le grand-père de l'actrice Q'orianka Kilcher.